# Floresta (Italia)
Floresta ([u Kasali] a Furesta in siciliano) è un comune italiano di 458 abitanti della città metropolitana di Messina in Sicilia.

## Geografia fisica

### Territorio
Floresta si trova sui Monti Nebrodi, sullo spartiacque tra il mar Tirreno e il mar Ionio. Sorgendo a 1275 m s.l.m., è il comune più alto della Sicilia.
È un comune del Parco dei Nebrodi, equidistante da Messina e Catania (circa 90 km).

### Clima
Il clima è di tipo appenninico, con estati fresche e inverni rigidi e nevosi.

## Storia
Il sito di Floresta era occupato nell'antichità da una foresta di alberi di alto fusto dalla quale i Romani ricavarono il legname utile alla costruzione delle navi da guerra e da trasporto. Si presume, che tale lavoro venisse svolto da prigionieri di guerra e schiavi i quali, molto probabilmente, andarono a comporre il primo insediamento di Floresta.
Il primo insediamento sarebbe stato abbandonato durante l'alto medioevo per le grandi difficoltà di comunicazione e approvvigionamento durante i rigidi mesi invernali. Dopo un lungo iato storico, nel XIV secolo il sito fu inglobato nei domini di Federico d'Aragona e diventò feudo. Un momento rilevante della storia del centro è il 1619, anno in cui Filippo III di Spagna nominò Antonio Quintana Duegna "Marchese della Foresta di San Giorgio e Grassetta".
La stessa etimologia del toponimo Floresta sembra derivare da un'alternanza del termine latino "Foresta"; un'altra ipotesi, meno accreditata, ricollega il nome all'espressione latina "Flos aestatis" ovvero Fiore d'estate.
Durante l'età feudale il territorio fu sfruttato in modo intensivo per la produzione cerealicola, indicativa a tal proposito la presenza di mulini ad acqua in prossimità dei corsi d'acqua.
Nel 1820 la piccola comunità diventò Comune, e il sito si dota di un impianto urbano vero e proprio, sviluppato attorno alla chiesa madre di Sant'Anna e alle vie Vittorio Emanuele e Via Umberto I.
Il territorio circostante è caratterizzato dalla presenza di rifugi pastorali in pietra denominati "pagghiari 'mpetra", "cubburi" o, secondo la recente definizione, "Tholos". Si tratta di costruzioni di pietre a secco, con pianta circolare e copertura a cupola autoportante, che si armonizza col paesaggio quasi fossero elementi naturali.

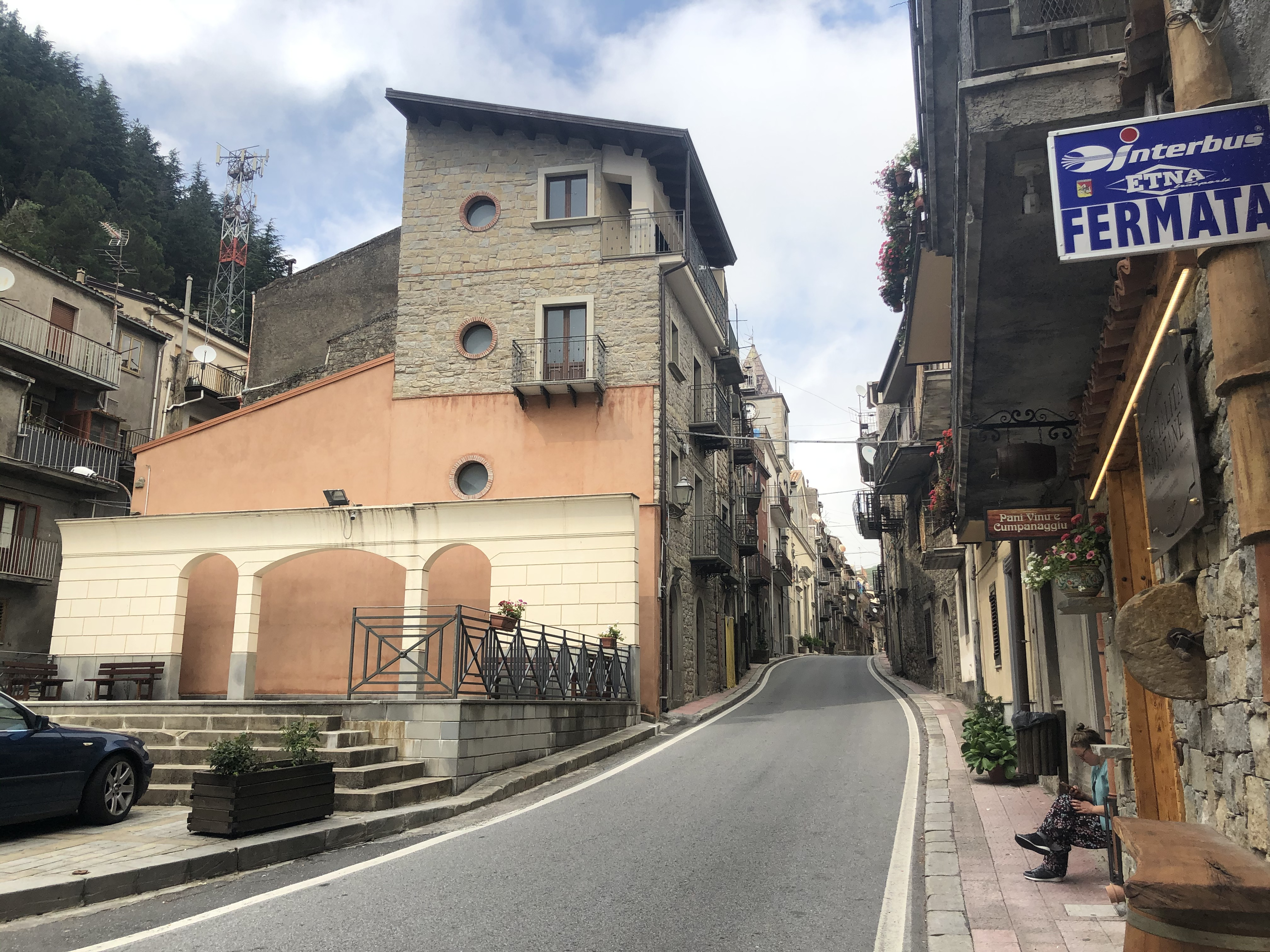
Corso Umberto I

## Monumenti e luoghi d'interesse

### Architetture religiose

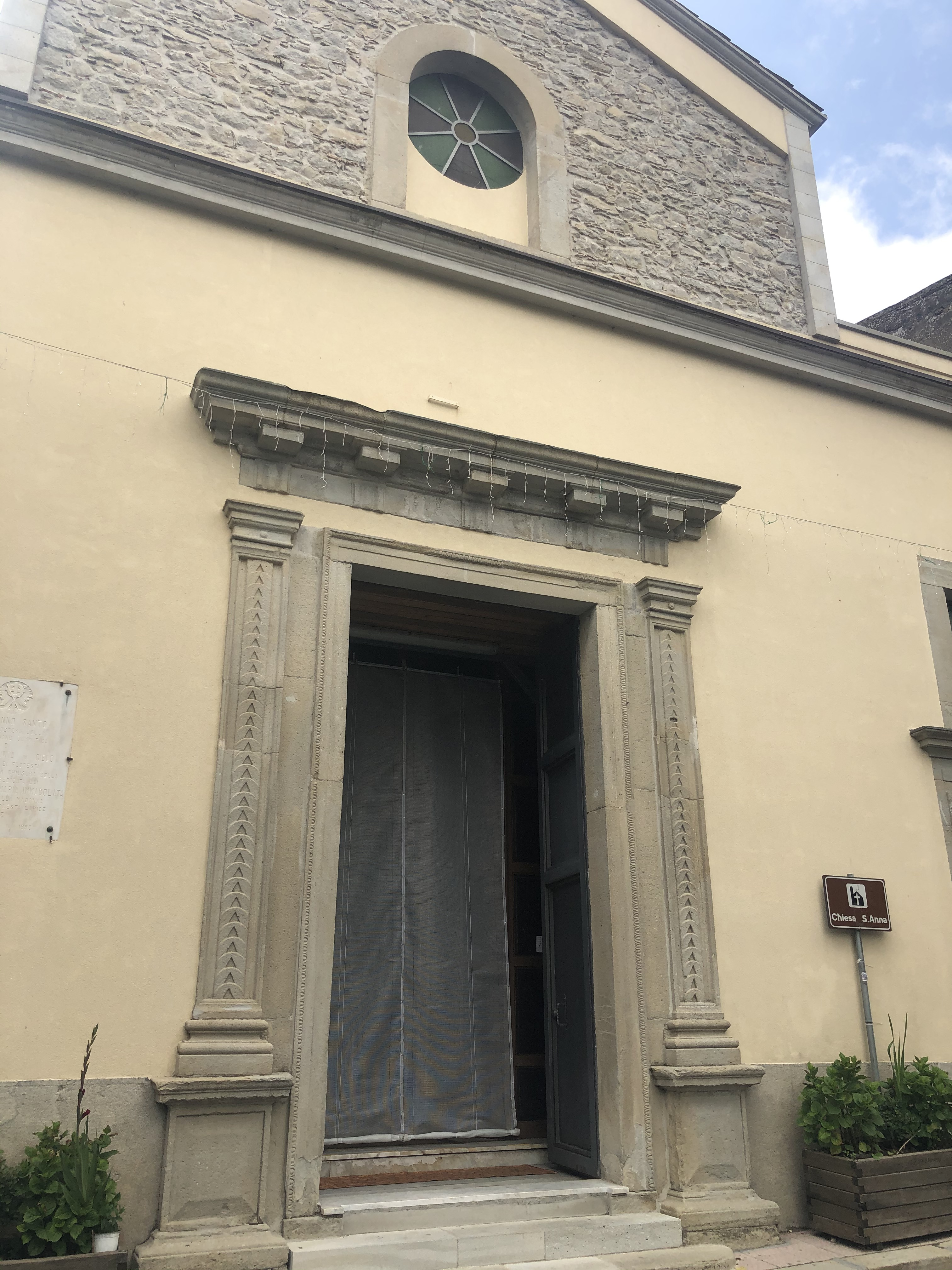
La chiesa di Sant'Anna

A Floresta ci sono due chiese: la Chiesa Madre dedicata a sant'Anna, e la Chiesa di Sant'Antonio da Padova.
L'edificio della chiesa Madre di Sant'Anna risale alla metà del 1700 e venne fondato dal nobile spagnolo Duegna col titolo di San Giorgio. Nel XIX secolo la chiesa fu rimaneggiata e ridedicata a sant'Anna, tuttora patrona del paese. L'edificio, sia nella parte esterna che interna, è stato oggetto di restauro nel 2013.
La chiesa di Sant'Antonio di Padova si trova a ovest del centro abitato.

## Società

### Evoluzione demografica
Abitanti censiti

### Tradizioni e folclore
Le feste celebrate sono:
- il 13 giugno Sant'Antonio
- il 26 luglio Sant'Anna
- il 19 settembre San Giuseppe

## Amministrazione
Di seguito è presentata una tabella relativa alle amministrazioni che si sono succedute in questo comune.
| Periodo          | Periodo          | Primo cittadino       | Partito              | Carica  | Note  |
| ---------------- | ---------------- | --------------------- | -------------------- | ------- | ----- |
| 10 marzo 1988    | 23 maggio 1990   | Santo Giacomo Capizzi | Democrazia Cristiana | Sindaco | [ 7 ] |
| 23 maggio 1990   | 15 giugno 1994   | Santo Giacomo Capizzi | Deocrazia Cristiana  | Sindaco | [ 7 ] |
| 13 dicembre 1994 | 30 novembre 1998 | Salvatore Schepis     | -                    | Sindaco | [ 7 ] |
| 30 novembre 1998 | 27 maggio 2003   | Salvatore Schepis     | lista civica         | Sindaco | [ 7 ] |
| 27 maggio 2003   | 17 giugno 2008   | Antonino Bruno        | lista civica         | Sindaco | [ 7 ] |
| 17 giugno 2008   | 8 luglio 2013    | Sebastiano Marzullo   | lista civica         | Sindaco | [ 7 ] |
| 8 luglio 2013    | 10 giugno 2018   | Sebastiano Marzullo   |                      | Sindaco | [ 7 ] |
| 11 giugno 2018   | 10 maggio 2021   | Antonino Cappadona    |                      | Sindaco | [ 7 ] |
| 11 ottobre 2021  | in carica        | Antonio Stroscio      | lista civica         | Sindaco |       |

### Altre informazioni amministrative
Il comune di Floresta fa parte delle seguenti organizzazioni sovracomunali: regione agraria n.2 (Nebrodi nord-occidentali).